# Motor em linha
Motor de seis cilindros em linha 
de um BMW M54 B25.
Os motores em linha são motores de combustão interna com os cilindros dispostos em uma única fileira, em número que varia de dois a seis nos modelos produzidos atualmente em larga escala.
A configuração de motor mais usada atualmente pela industria automobilística é o motor de 4 cilindros em linha.
Entretanto motores com grande número de cilindros em linha, apresenta limitações devido ao comprimento excessivo, embora sejam estreitos. Motores de oito ou mais cilindros em linha tem uso restrito praticamente só aos navios.

## Uso em automóveis
Nos automóveis projetados atualmente a configuração mais usada é a de quatro cilindros em linha. O uso de motores de cinco cilindros é relativamente recente, e vem ganhando espaço. Por outro lado os motores de seis cilindros é cada vez menor. Os motores de oito cilindros em linha também foram usados em automóveis no passado.
A limitação no uso, em automóveis, de motores com seis ou mais cilindros, se deve ao limitado espaço disponível no habitáculo do motor. Isso se deve:
- ao largo uso da tração dianteira nos modelos atuais;
- à impossibilidade quase total de se intalar motores com mais de cinco cilindros em linha na posição transversal;
- à necessidade de se projetar automóveis com a extremidade frontal do habitáculo do motor baixa, o que limita o uso de motores longos na posição longitudinal.

Os dois últimos fatores, em especial, se devem a aspectos relacionados a aerodinâmica e ao design.

## Uso em caminhões
Os motores de quatro, cinco e seis cilindros em linha são largamente utilizados pelos fabricantes de caminhões, visto que nestes o tamanho do motor não traz implicações na aerodinâmica.

## Uso em motocicletas

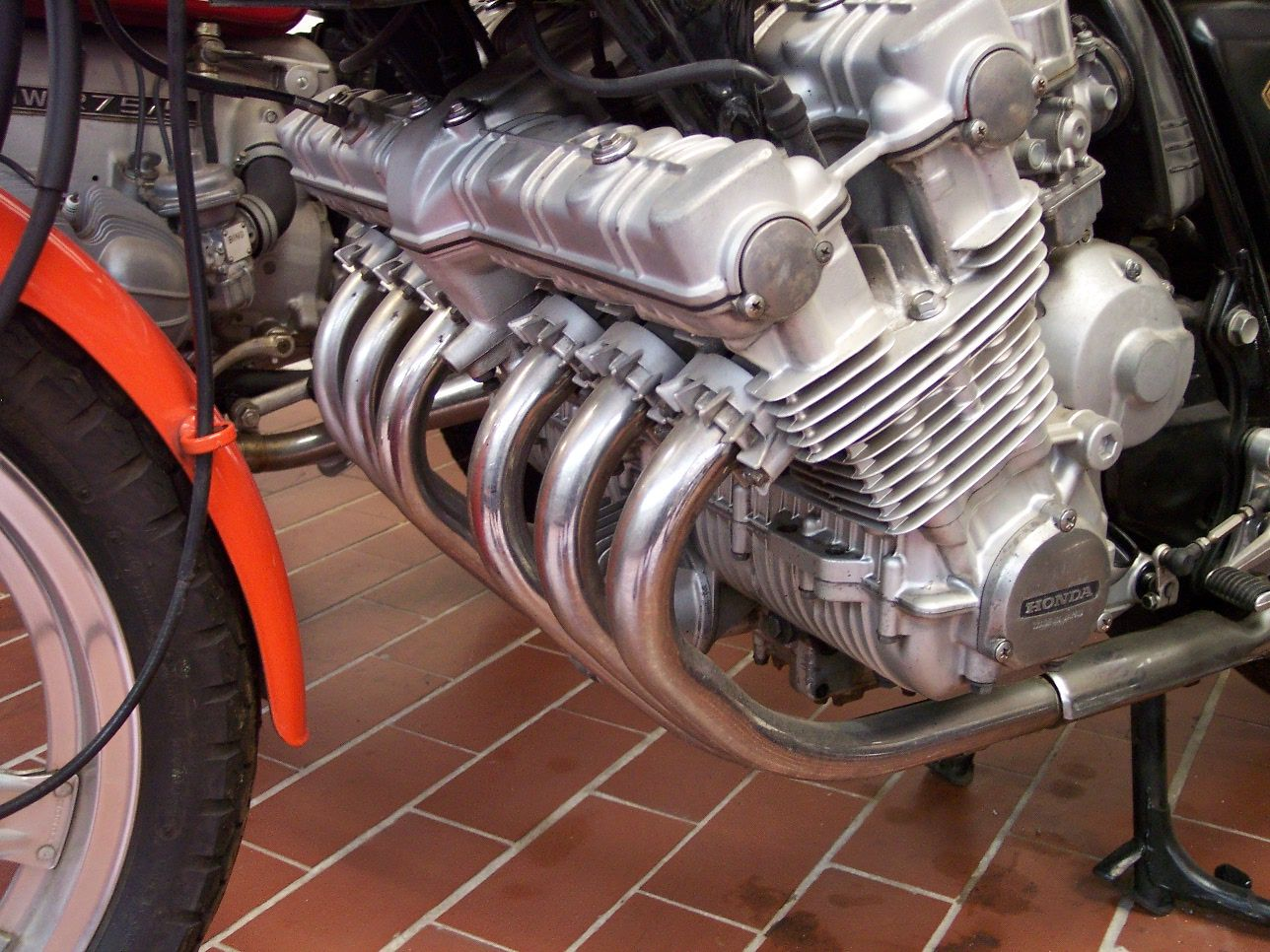
Motor de seis cilindros em linha
da Honda CBX 1000.

São usados motores com dois, três e quatro em motocicletas. Os motores de seis cilindros em linha também foram usados.

## Uso aeronáutico
Na aviação, o termo "motor em linha" é usado de forma mais ampla, para qualquer motor alternativo não radial, incluindo motores V, motores W, motores H e motores horizontalmente opostos.